# Architectonics II
Architectonics II is een compositie van de Est Erkki-Sven Tüür. Het maakt deel uit van een serie van zeven werken voor verschillende kamermuziekensembles in verschillende bezettingen. 
Binnen die zeven werken is dit een in een kleinere bezetting. Het is geschreven voor “slechts” klarinet, cello en piano. De centrale toon in dit werk is de D, waaromheen gecirkeld wordt. De muziek is grotendeels minimal music, waarbij het motief maar niet aan zichzelf kan ontsnappen.
Het eendelig werk werd voor het eerst uitgevoerd op 21 maart 1987 door aantal Estse solisten in Tallinn. Er verschenen daarop twee uitgaven. In 1996 verscheen Architectonics II op Finlandia door leden van het NYYD-Ensemble. In 2001 verscheen er een opname op CCnC door het Absolute Ensemble onder leiding van Kristjan Järvi.